# Elamita lineal

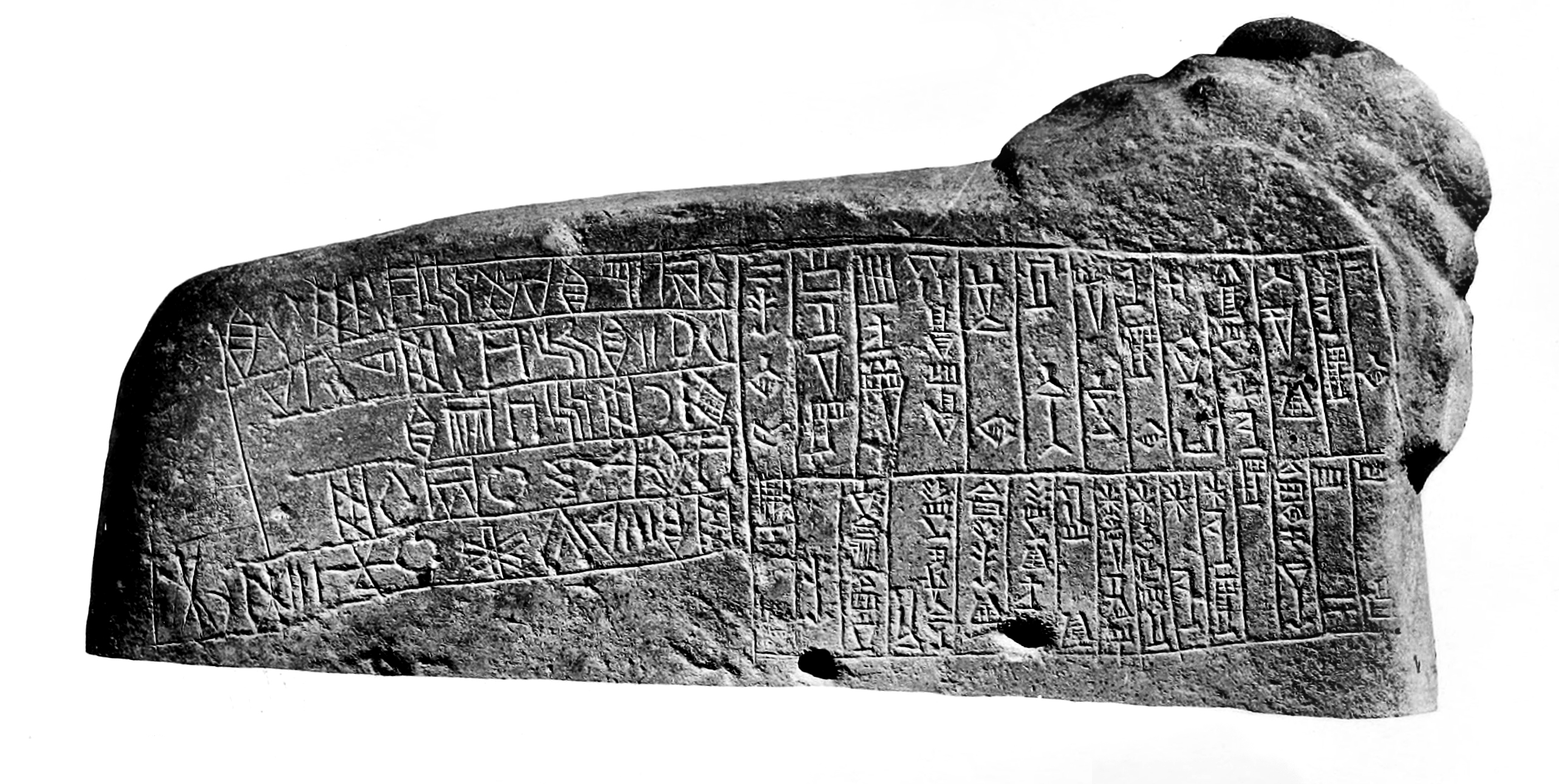
Inscripción bilingüe elamita lineal-acadio del rey Kutik-Inshushinnak, "Tabla del león", Museo del Louvre.

El elamita lineal es un sistema de escritura de la Edad de Bronce utilizado en Elam (más propiamente conocido ahora por su autodenominación como reino de Hatamti), conocido por unas decenas de inscripciones monumentales y sobre objetos litúrgicos, principalmente de la ciudad de Susa. Se usó en una época previa y también contemporánea del elamita cuneiforme, y posiblemente registra el idioma elamita o "hatamtita". 
Entre 2018 y 2020 ha sido objeto del trabajo de su desciframiento, por François Desset, Gian Pietro Basello, Matthieu Kervran y Kambiz Tabibzadeh. Su desciframiento casi completo de dicha escritura fue publicado en julio de 2022.

## Utilización

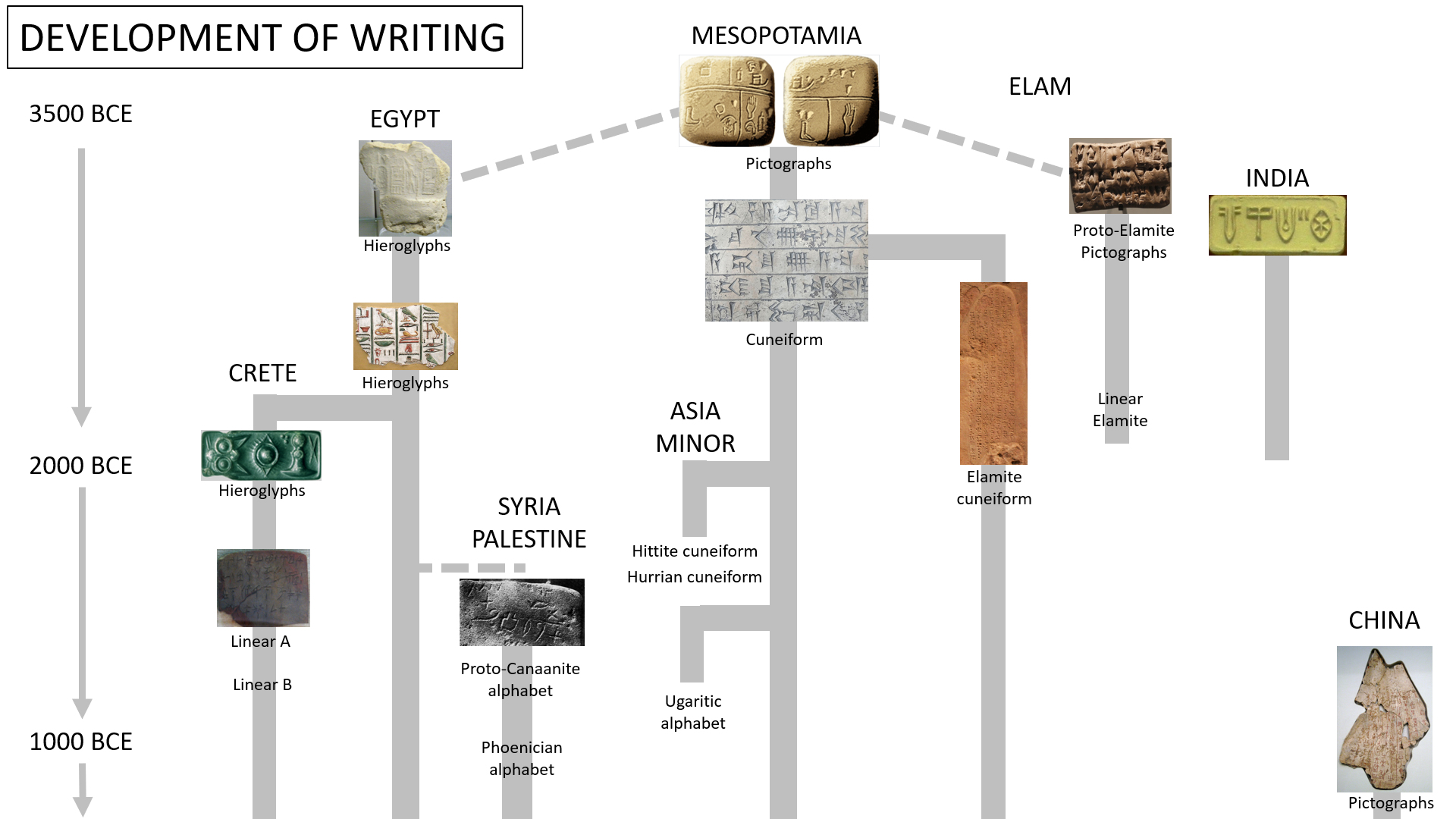
Reconstrucción probable del desarrollo de la escritura y posición de la elamita lineal. Es muy posible que la escritura egipcia se haya inventado independientemente de la escritura mesopotámica.

Estuvo en uso durante un breve período de tiempo durante el último cuarto del III milenio a. C. A menudo se afirma que la elamita lineal es un sistema de escritura silábico derivado del antiguo sistema de escritura protoelamita. 
La escritura elamita lineal se ha considerado indescifrada desde los primeros hallazgos, a comienzos del siglo XX. Los primeros intentos de Carl Frank (1912) y Ferdinand Bork (1924) lograron un progreso limitado. Los intentos posteriores de Walther Hinz y Piero Meriggi impulsaron el trabajo.
Sin embargo, en el año 2018 el arqueólogo francés y profesor de la Universidad de Teherán François Desset, tras haber dedicado varios años al análisis de estas escrituras, publicó en 2018 un artículo en el que daba las claves iniciales del desciframiento, al estudiar varios de los vasos de plata llamados "de Gunagi", procedentes de la colección Mahboubian de Londres. El catálogo de textos y la propuesta inicial de Desset fueron pronto aceptados, y sobre ellos se hicieron ya algunos otros estudios.
Posteriormente, el 27 de noviembre de 2020, durante una presentación académica en línea en el Departamento de Bienes Culturales de la Universidad de Padua, el mismo investigador anunció el desciframiento completo de la escritura y su carácter fonético, avanzando también las primeras consecuencias y cambios a los que sus observaciones dan lugar, dentro del panorama de las escrituras más antiguas del Próximo Oriente.

## Desaparición
Se cree que el uso de la elamita lineal terminó alrededor del 2100 a. C. con la muerte del rey Kutik-Inshushinnak, el último gobernante de la dinastía Awan en Susa. Después de su muerte, la escritura lineal cayó en desuso, y Susa fue invadida por la Tercera dinastía de Ur, mientras que Elam cayó bajo el control de la dinastía Simashki (también de origen elamita).

## Influencias
Los académicos han comparado la escritura del Valle del Indo con la elamita lineal. Los dos idiomas eran contemporáneos, y los eruditos adquirieron un conocimiento del idioma elamita gracias a un monumento bilingüe llamado "Mesa del león", hoy en el Museo del Louvre. El monumento contenía el mismo texto en acadio, un conocido sistema de escritura, y en elamita lineal. Al comparar esta antigua lengua con la escritura del Indo, se han encontrado varios símbolos similares.

## Textos descubiertos
Solo hay 22 documentos conocidos en elamita lineal. Se identifican con las letras A-V (Hinz, 1969, págs. 11–44; Andre‚ y Salvini, 1989, págs. 58–61); de estos, 19 están grabados en objetos de piedra y arcilla excavados en la acrópolis de Susa (ahora conservados en el Museo del Louvre). Otros objetos se conservan en el Museo Nacional de Irán.
Los textos extensos más importantes, en parte bilingües, aparecen en contextos monumentales. Están grabados en grandes esculturas de piedra, incluida una estatua de la diosa Narunte (I), la 'mesa del león' (A) y grandes rocas votivas (B, D), así como en una serie de escalones (F, G, H, U) desde una monumental escalera de piedra, donde se alternaban con escalones de textos con títulos acadios de Puzur-Inshushinak (Puzur-Inšušinak). 
Un descubrimiento único fue el objeto Q, un jarrón de plata con una sola línea de texto perfectamente ejecutado, conservado en el Museo de Teherán. También hay algunos textos sobre conos de arcilla cocida (J, K, L), un disco de arcilla (M) y tablillas de arcilla (N, O, R). Algunos objetos (A, I, C) incluyen inscripciones, tanto elamitas lineales como cuneiformes acadias. Las inscripciones bilingües y biográficas de la escalinata monumental en su conjunto y la roca votiva B han inspirado los primeros intentos de desciframiento del elamita lineal (Bork, 1905, 1924; Frank, 1912). También se han encontrado nueve textos en vasos de plata (X, Y, Z, F’, H’, I’, J’, K’y L’). Hay que tener en cuenta que se sospecha que algunas de las inscripciones existentes del elamita lineal son falsificaciones.
En 2016, se descubrieron 10 inscripciones más en elamita lineal, algunas muy largas con alrededor de 200 signos.

## Galería

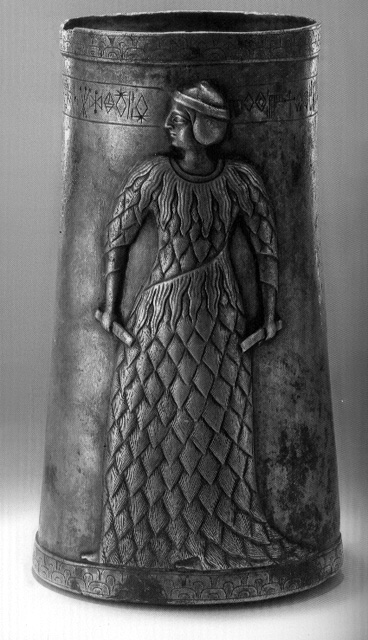
Copa de plata (objeto Q) de Marvdasht, provincia de Fars, con inscripción elamita lineal, III milenio a. C., conservada en el Museo Nacional de Irán.
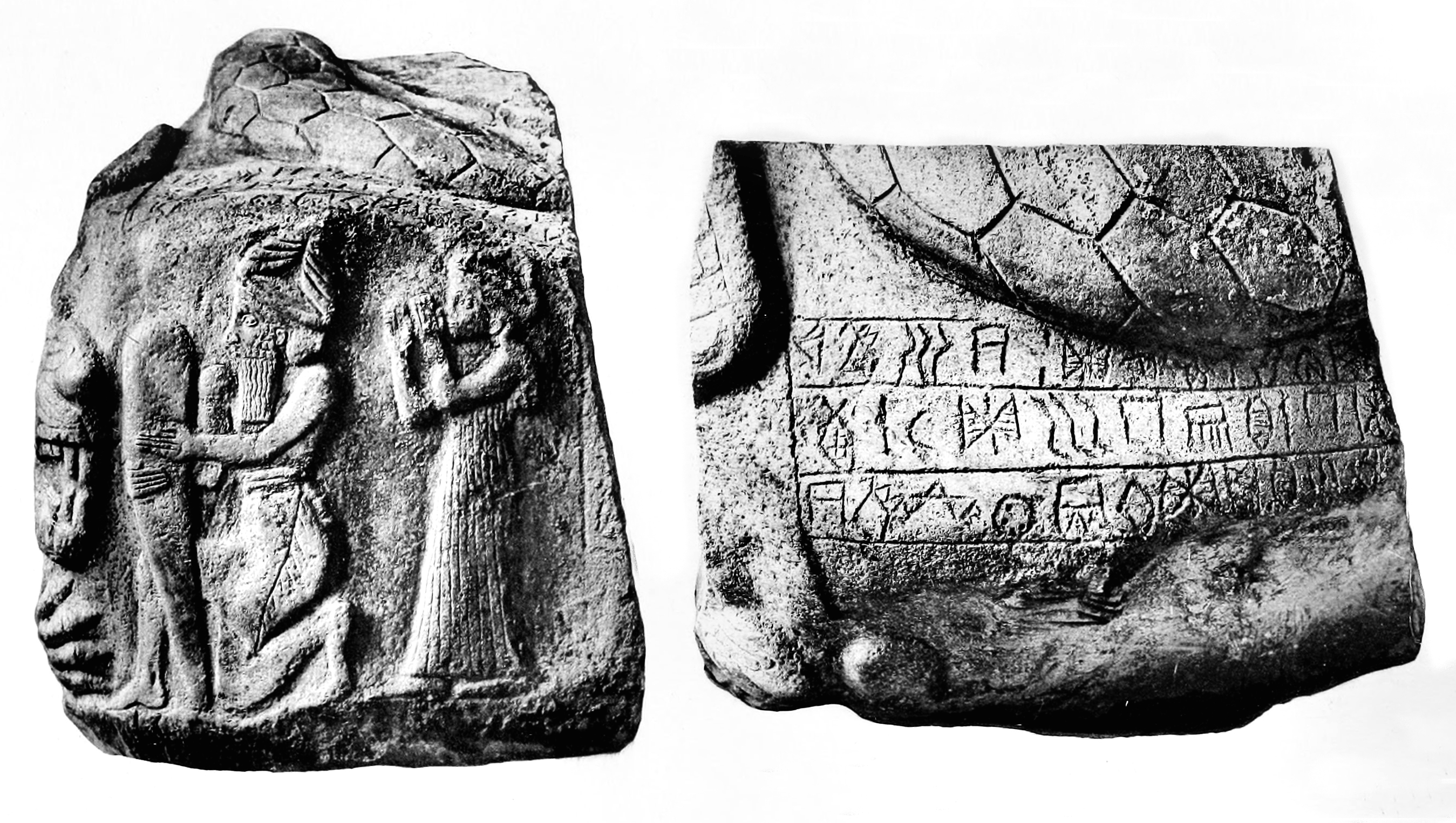
Piedra incisa con texto elamita lineal. Museo del Louvre Sb6 Sb177.
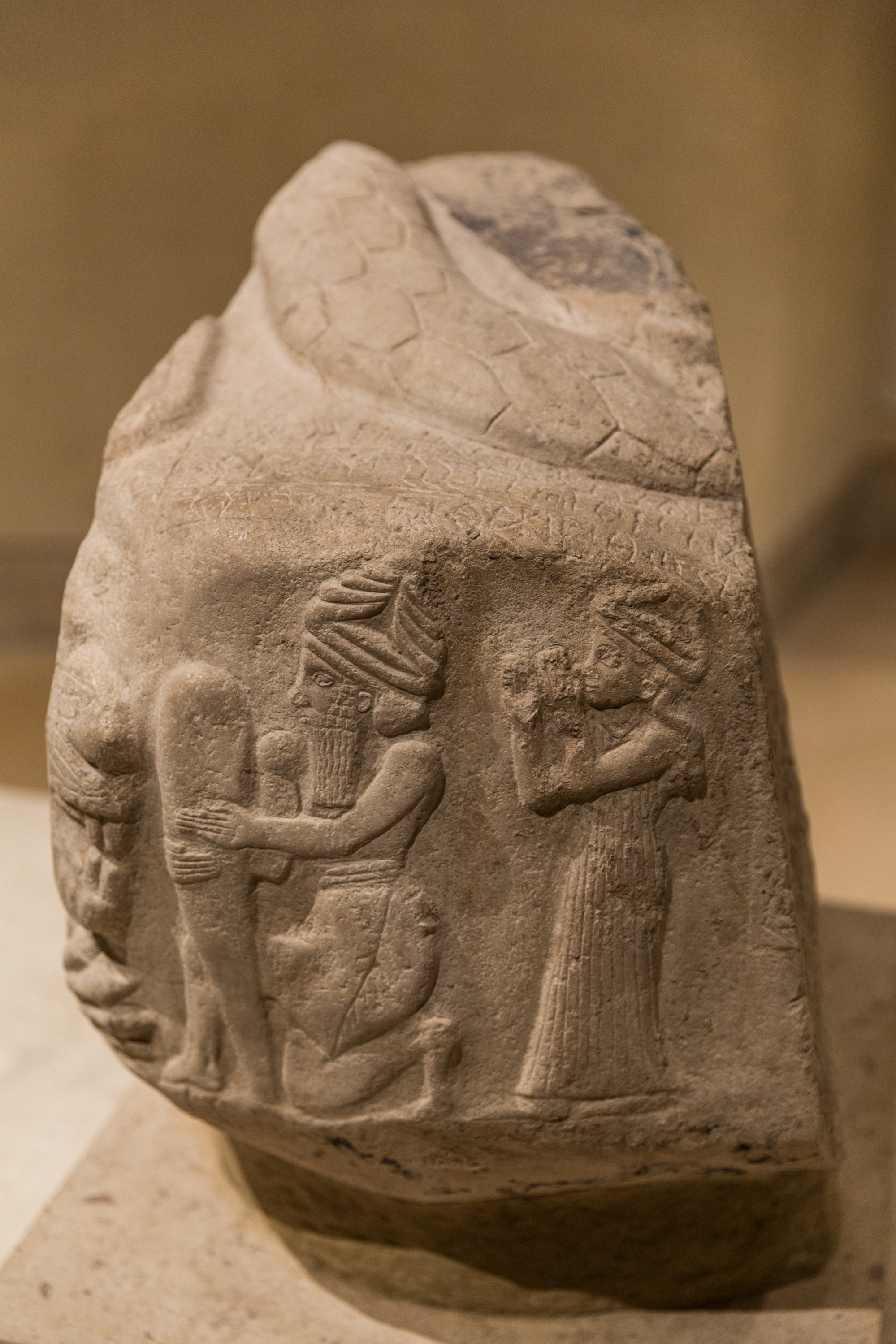
Piedra incisa decorada con un bajorrelieve e inscrita en elamita lineal.
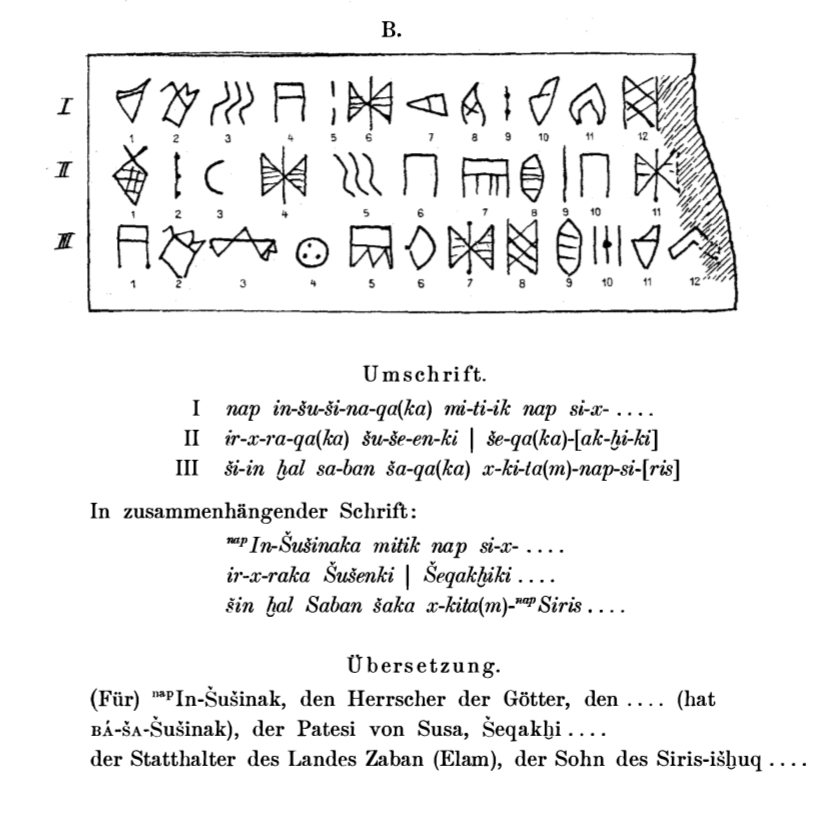
Propuesta de lectura de piedra incisa (1912).
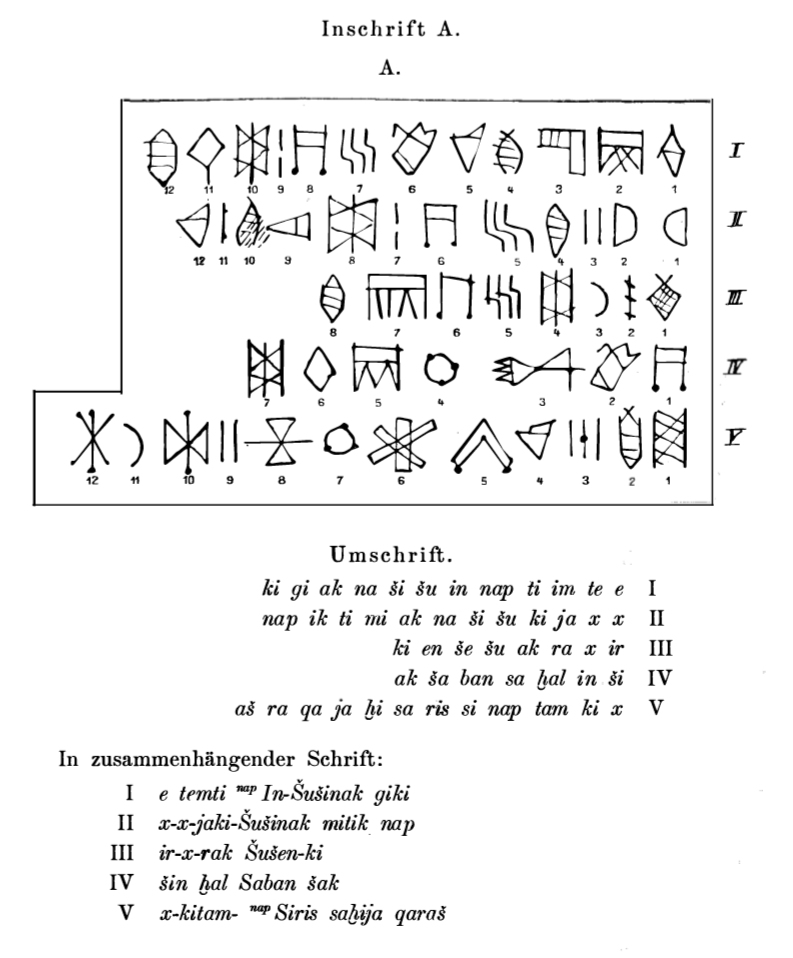
Tabla del león, propuesta de lectura del elamita lineal (1912).
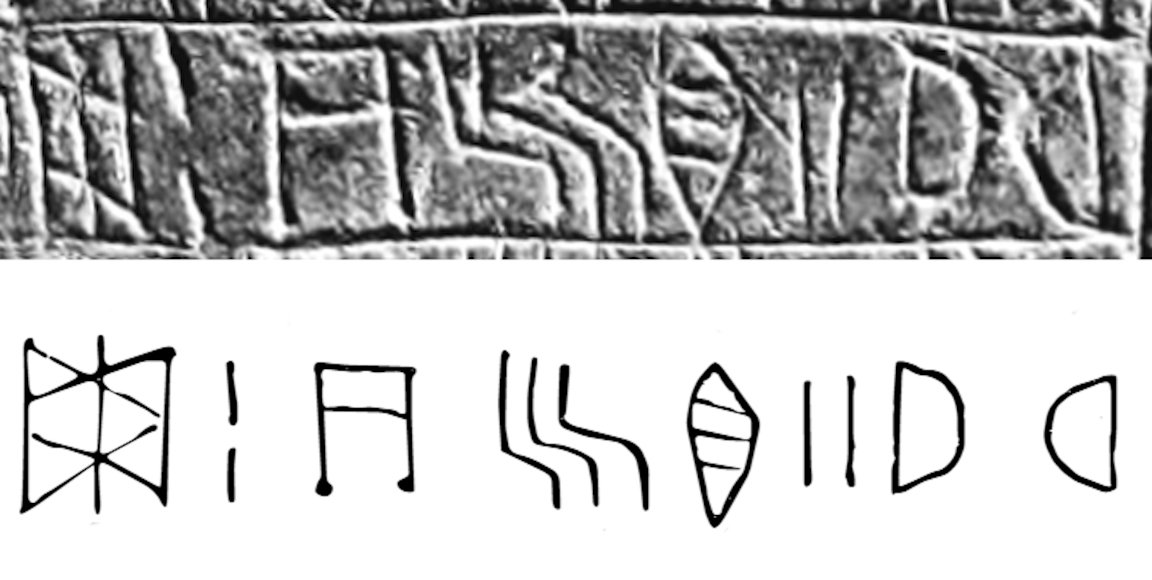
El nombre "Kutik-Inshushinak" (nombre elamita de Puzur-Inshushinak), en escritura elamita lineal (de derecha a izquierda).
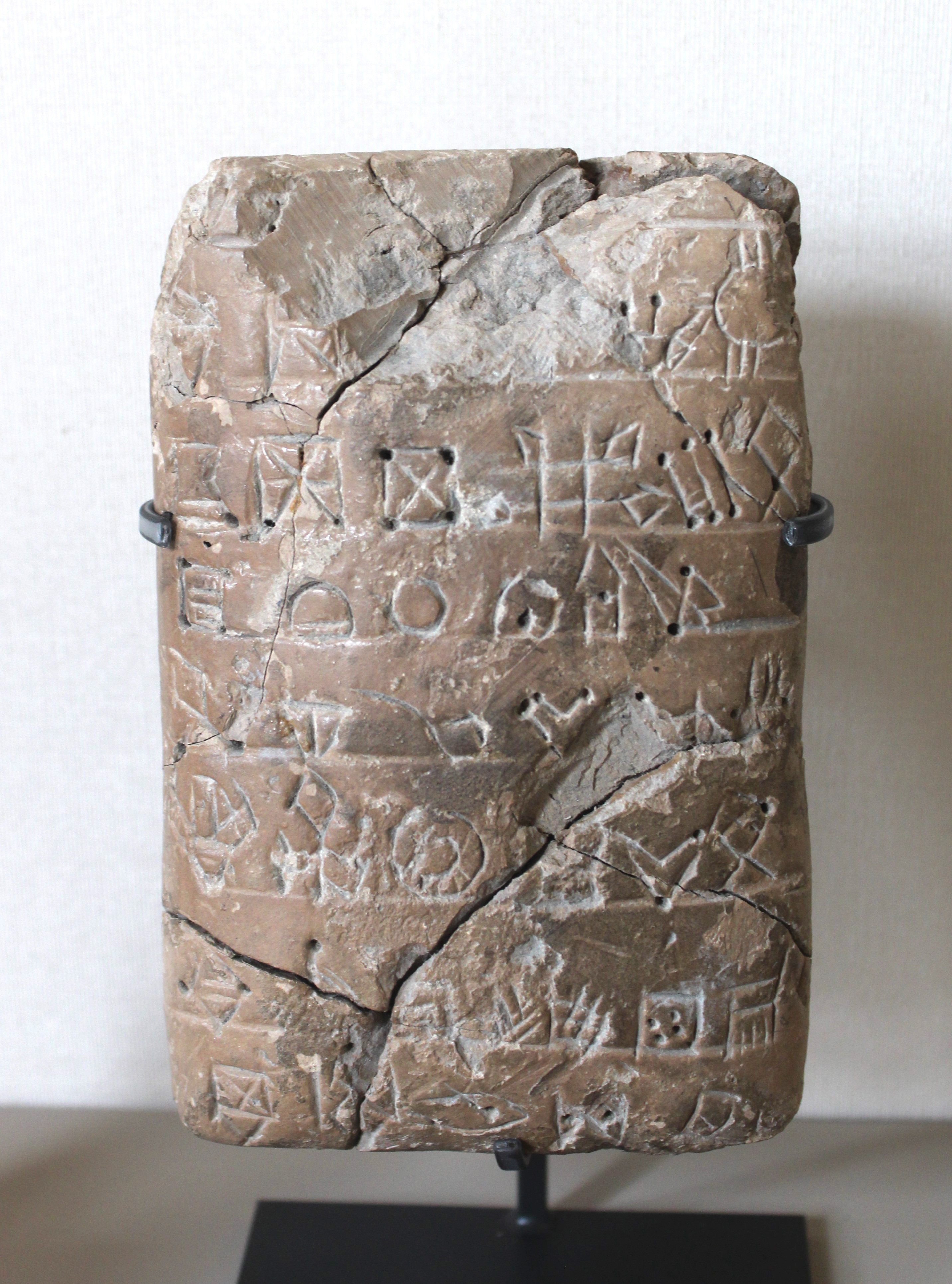
Tablilla de arcilla con texto elamita lineal. Museo del Louvre Sb 9382.
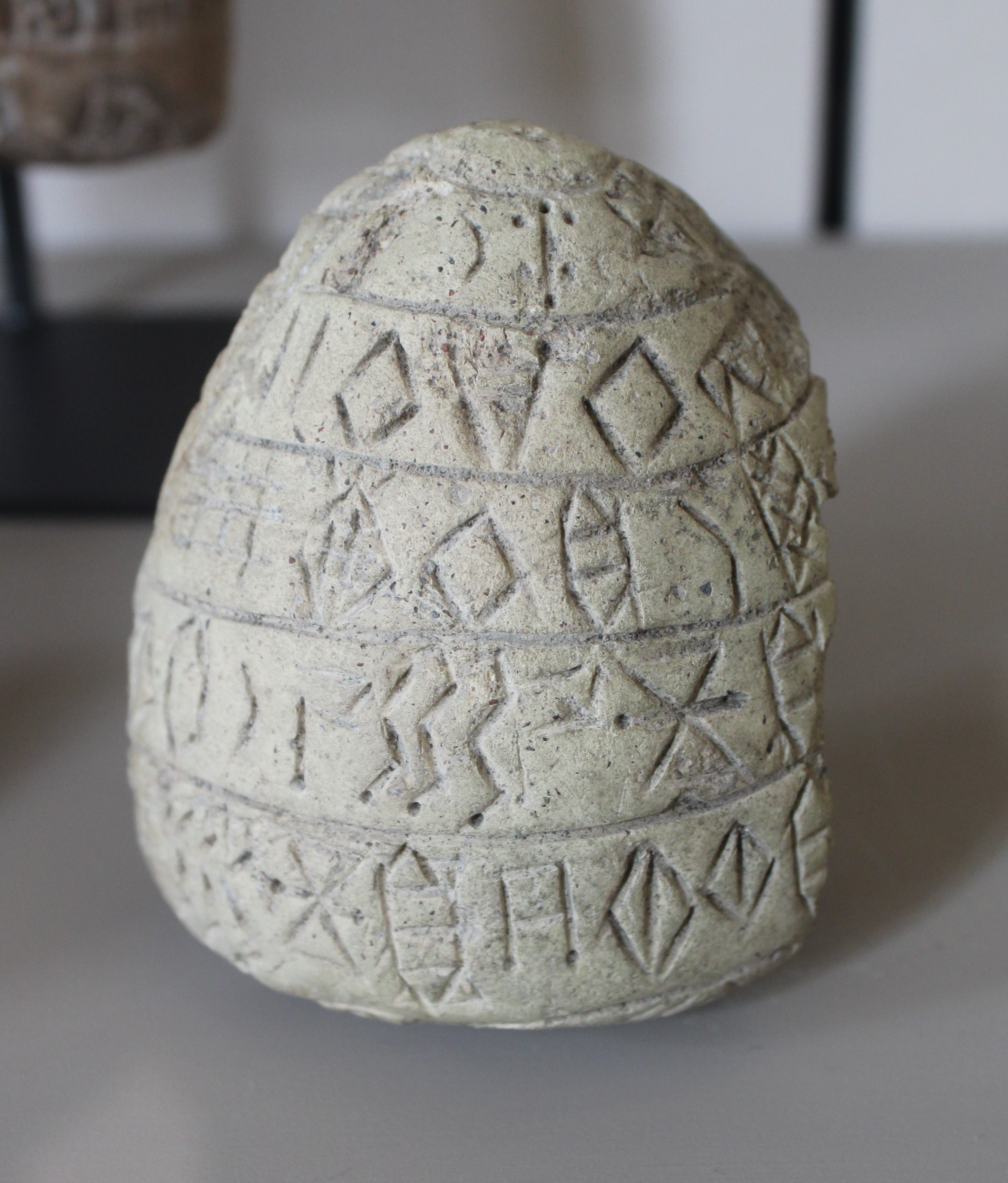
Cono de arcilla con texto elamita lineal. Museo del Louvre Sb 17830. Reinado de Puzur-Inshushinak.